# Saint-Pal-de-Senouire
Saint-Pal-de-Senouire település Franciaországban, Haute-Loire megyében. Lakosainak száma 109 fő (2022. január 1.). Saint-Pal-de-Senouire La Chapelle-Bertin, Collat, Connangles, Monlet, Montclard és Sembadel községekkel határos.

## Népesség
A település népessége az elmúlt években az alábbi módon változott:
| Lakosok száma | 268  | 174  | 143  | 98   | 108  | 109  | 109  | 110  | 110  | 109  |
|               | 1968 | 1982 | 1990 | 2006 | 2013 | 2015 | 2017 | 2019 | 2020 | 2022 |